# فرد غرين (سياسي)
فرد غرين (بالإنجليزية: Fred Green)‏ هو سياسي أسترالي، ولد في 12 نوفمبر 1900 في سيدني في أستراليا، وتوفي في 15 سبتمبر 1983 في Alexandria, New South Wales ‏ في أستراليا. نشط حزبياً في حزب العمال الأسترالي. وقد انتخب عضو الجمعية التشريعية لنيو ساوث ويلز.